# Administració pública
L'administració pública és l'organització burocràtica que serveix perquè els poders públics exerceixin les seues funcions. És el tipus d'organització destinada al control dels recursos i de la direcció del treball humà enfocada a l'interès públic, entenent aquest darrer com les expectatives de la col·lectivitat ciutadana. Pot estar integrada per un personal professional, dotada de mitjans econòmics i materials públics, que posa en pràctica les decisions preses pel govern d'un estat. Es compon de tot el que la fa efectiva, amb funcionaris i edificis públics, entre d'altres. El terme prové del llatí ad-ministrare, que significa servir, o ad manus trahere, que al·ludeix a la idea de manejar o gestionar.
Per la seva funció, és l'enllaç entre la ciutadania i el Poder polític. Tanmateix, no solament hi ha administració pública en el poder executiu, sinó en gran part de l'Estat i fins i tot en ens privats que exerceixen funcions administratives per habilitació de l'Estat.
L'administració pública disposa de diversos mitjans, com els personals, que són persones físiques treballadores, entre les que es troben els funcionaris, o els econòmics, com per exemple els tributs, que s'ordenen segons diverses ideologies i filosofies polítiques i socials que determinen les finalitats, o principis de l'entitat administrativa, i les maneres i prioritats d'actuació, sempre que siguin lícites, dins d'una competència de l'òrgan que actua.

## Activitats
Des d'un punt de vista formal, s'entén que és l'entitat que administra, és a dir, a l'organisme públic que ha rebut del poder polític la competència i als mitjans necessaris per a la satisfacció dels interessos generals.
Des d'un punt de vista material, s'entén més aviat l'activitat administrativa, és a dir, l'activitat d'aquest organisme considerat en els seus problemes de gestió i d'existència pròpia, tant en les seves relacions amb altres organismes semblants com amb els particulars per assegurar l'execució de la seva missió.

## Models
Jurídicament, el concepte d'administració pública s'usa més sovint en sentit formal, no denota una persona jurídica, sinó un organisme que realitza una activitat de l'Estat. En aquest sentit, si diem "responsabilitat de l'Administració" es vol significar que l'acte o fet de l'Administració és el que responsabilitza l'Estat. Així doncs, en realitat és l'Estat la part en un judici, a aquest títol té l'Administració pública el privilegi del contenciós administratiu.
Actualment el model d'administració habitual és el model burocràtic descrit per Max Weber. Es basa en la racionalitat instrumental i en l'ajust entre objectius i mitjans. L'administració té una sèrie de prerrogatives que la col·loquen en una posició superior a la de l'administrat. Entre els esmentats poders destaquen la interpretació unilateral de contractes; la capacitat executiva dels actes administratius, per exemple, el cobrament de multes pel procediment de pressa, és a dir, els actes de l'administració han de complir-se, són obligatoris, i l'administració està autoritzada per imposar-los unilateralment als particulars; i la submissió a una jurisdicció especialitzada, la jurisdicció contenciós-administrativa.

## Història
L'administració moderna va aparèixer el segle xix pel canvi de l'estat absolutista a l'estat liberal, caracteritzat per seguir els principis de sobirania nacional, separació de poders i legalitat i reconèixer drets inviolables a la ciutadania.
L'activitat del poder executiu estatal la porta endavant l'administració i aquesta es relaciona amb la ciutadania creant i modificats situacions jurídiques.